# Захир, Хасан
Хасан Захир Аль-Магхни (араб. حسن زاهر‎; род. 7 января 1985, Оман) — оманский футболист, нападающий. Выступал за национальную сборную Омана.

## Биография

### Клубная карьера
Хасан Захир начал свою футбольную карьеру в 2004 году в клубе «Аль-Наср» из города Салала. В январе 2006 года перешёл в клуб из Бахрейна «Мухаррак», но позже в том же году вновь вернулся в «Аль-Наср». В январе 2009 года клуб «Мухаррак» предпринял попытку приобрести Хасана, но сделка по переходу не состоялась.

### Карьера в сборной
В национальной сборной Омана Хасан дебютировал 3 декабря 2005 года в товарищеском матче против сборной Сирии. Захир отметился забитым мячом в дебютном матче, но это не помогло его сборной избежать поражения со счётом 3:1.
1 марта 2006 года Захир официально дебютировал за сборную в матче отборочного турнира к Кубку Азии 2007 против сборной Иордании, Хасан забил гол на 54-й минуте матча, который завершился домашней победой Омана со счётом 3:0.